# Bex
Bex (antiguamente en alemán Beis) es una comuna suiza del cantón de Vaud, ubicada en el distrito de Aigle, círculo de Bex. Limita al norte con las comunas de Ollon, Gryon y Ormont-Dessus, al este con Conthey (VS) y Chamoson (VS), al sur con Leytron (VS), Fully (VS), Collonges (VS) y Lavey-Morcles, y al oeste con Saint-Maurice (VS), Massongex (VS) y Monthey (VS).
Las localidades de Anzeindaz, Chêne-sur-Bex, Fenalet-sur-Bex, Frenières-sur-Bex, Le Bévieux, Le Châtel, Les Dévens, Les Plans-sur-Bex, Les Posses-sur-Bex, Pont-de-Nant y Solalex también pertenecen al territorio comunal.

## Transportes
Ferrocarril
Cuenta con una estación ferroviaria al oeste del núcleo urbano donde paran trenes de largo recorrido y regionales.

## Personalidades
- En Bex nació Henri Pittier, geógrafo y botánico con una obra muy importante realizada en Venezuela.

## Turismo
- Salina de Bex

## Ciudades hermanadas
- Tuttlingen